# جان کوفی (بازیکن فوتبال)
جان کوفی (انگلیسی: John Cofie؛ زادهٔ ۲۱ ژانویهٔ ۱۹۹۳) بازیکن فوتبال اهل آلمان است.
از باشگاه‌هایی که در آن بازی کرده‌است می‌توان به باشگاه فوتبال بارنزلی، باشگاه فوتبال شفیلد یونایتد، باشگاه فوتبال منچستر یونایتد، باشگاه فوتبال تلفورد یونایتد، باشگاه فوتبال مولده، باشگاه فوتبال نوتس کانتی، باشگاه فوتبال کراولی تاون، باشگاه فوتبال ورکسام، و باشگاه فوتبال رویال آنتورپ اشاره کرد.
وی همچنین در تیم ملی فوتبال زیر ۱۷ سال انگلستان بازی کرده‌است.